# Fritz Keller (Architekt)

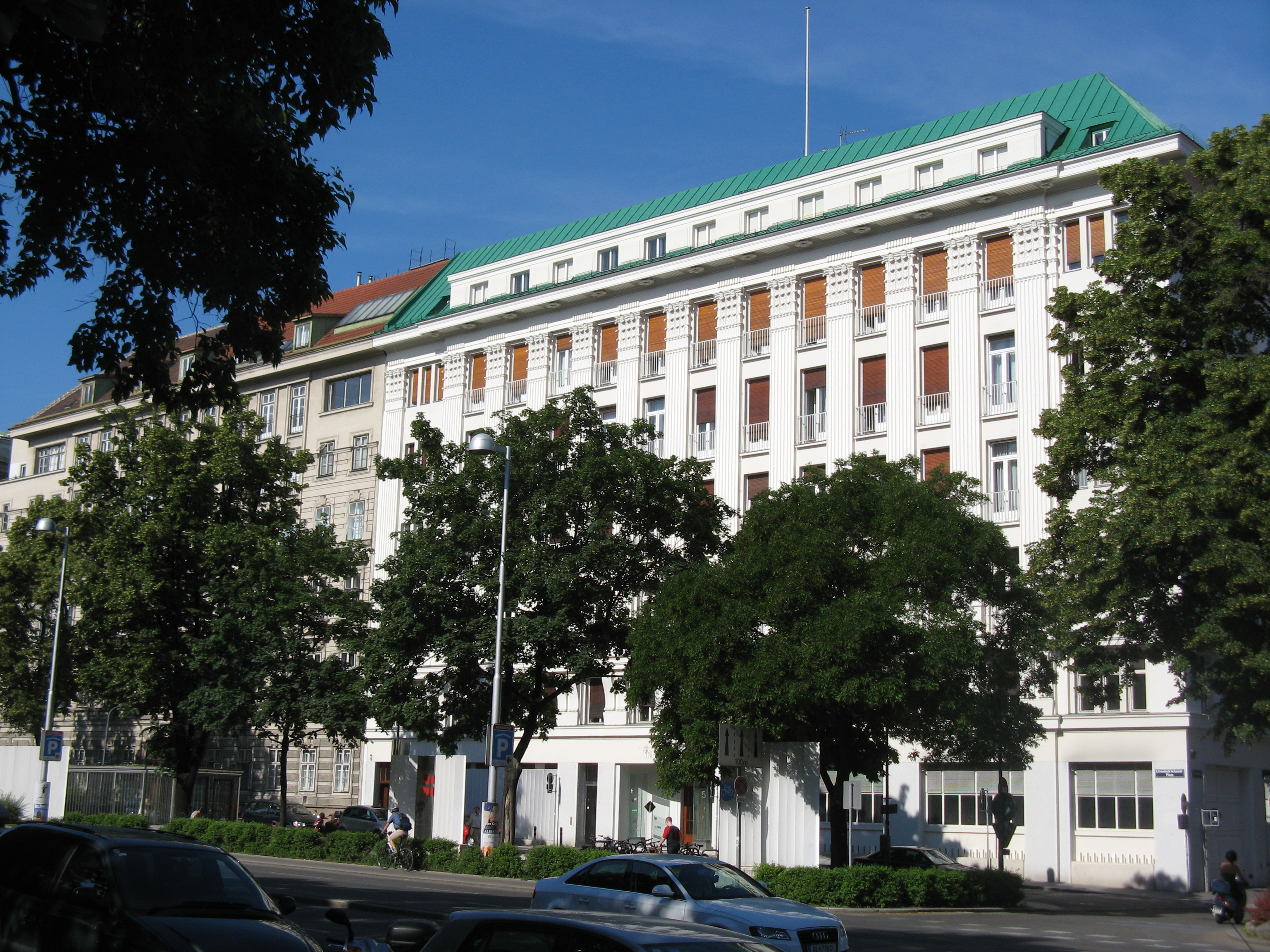
Bürohaus Friedrich-Schmidt-Platz 5 von Fritz Keller

Fritz Keller, eigentlich Friedrich Kohn (* 17. August 1878 in Schlackenwerth; † 14. Dezember 1938 in Wien), war ein österreichischer Architekt.

## Leben
Fritz Keller war jüdischer Herkunft und sein eigentlicher Familienname lautete Kohn. Er studierte von 1897 bis 1903 an der Bauschule der Technischen Hochschule in Wien bei Karl Mayreder, bei dem er während seines Studiums von 1900 bis 1901 auch ein Praktikum machte. 1901 ließ er seinen Namen amtlich auf Keller ändern. Nach Erlangen seines Diploms war Keller von 1903 bis 1905 Assistent an der Lehrkanzel für Baukunst, architektonisches Zeichnen und malerische Perspektive der Technischen Hochschule bei Karl Mayreder. 1905 erfolgte die Promotion zum Dr. techn. Ab 1906 war er freiberuflich als Architekt tätig, wobei er um 1910 bis 1912 eine Ateliergemeinschaft mit seinem ehemaligen Mitschüler Fritz von Herzmanovsky-Orlando einging. Keller starb 1938 unter ungeklärten Umständen und wurde auf dem Wiener Zentralfriedhof beigesetzt. Fritz Kellers Sohn war der Musiker und Musikwissenschaftler Hans Keller (1919–1985), der 1938 nach England übersiedelte.

## Bedeutung
Fritz Keller baute ausschließlich Wohn- und Bürohäuser, die zum überwiegenden Teil vor dem Ersten Weltkrieg entstanden. Meist arbeitete er mit anderen Architekten zusammen, deren Handschrift sich bei den Bauten mehr oder weniger deutlich ablesen lässt. Es sind späthistoristische und sezessionistische Fassadengestaltungen ebenso wie eher streng wirkende, neoklassizistische und der Wiener Werkstätte nahestehende Ausführungen vorhanden. Bei der einzigen Wohnhausanlage aus den 1920er Jahren, die er verwirklichte, ist wiederum der Wiener Gemeindebaustil Vorbild.

## Werke
- Miethaus, Bräuhausgasse 11, Wien 5 (1903)
- Wohnhaus, Hietzinger Hauptstraße 105, Wien 13 (1908–1909), zusammen mit Alfred Konnerth
- Miethaus, Wehrgasse 22, Wien 5 (1910), zusammen mit Fritz Herzmanovsky
- Miethäuser, Czartoryskigasse 5 und 7, Wien 18 (1911–1912), zusammen mit Fritz Herzmanovsky
- Wohnhaus, Loquaiplatz 13, Wien 6 (1912), zusammen mit Adolf Jelletz
- Wohnhaus, Kandlgasse 35, Wien 7 (1912–1913)
- Wohnhaus, Kandlgasse 37, Wien 7 (1912)
- Bürohaus des Magistrats der Stadt Wien, Friedrich-Schmidt-Platz 5, Wien 8 (1913–1914)
- Wohnhaus, Sieveringer Straße 23, Wien 19 (1925)
- Strandhaus im Strombad, Donaulände 12, Strombad Kritzendorf (1929), zusammen mit Anton Potyka